# Reformovaná církev v Rumunsku

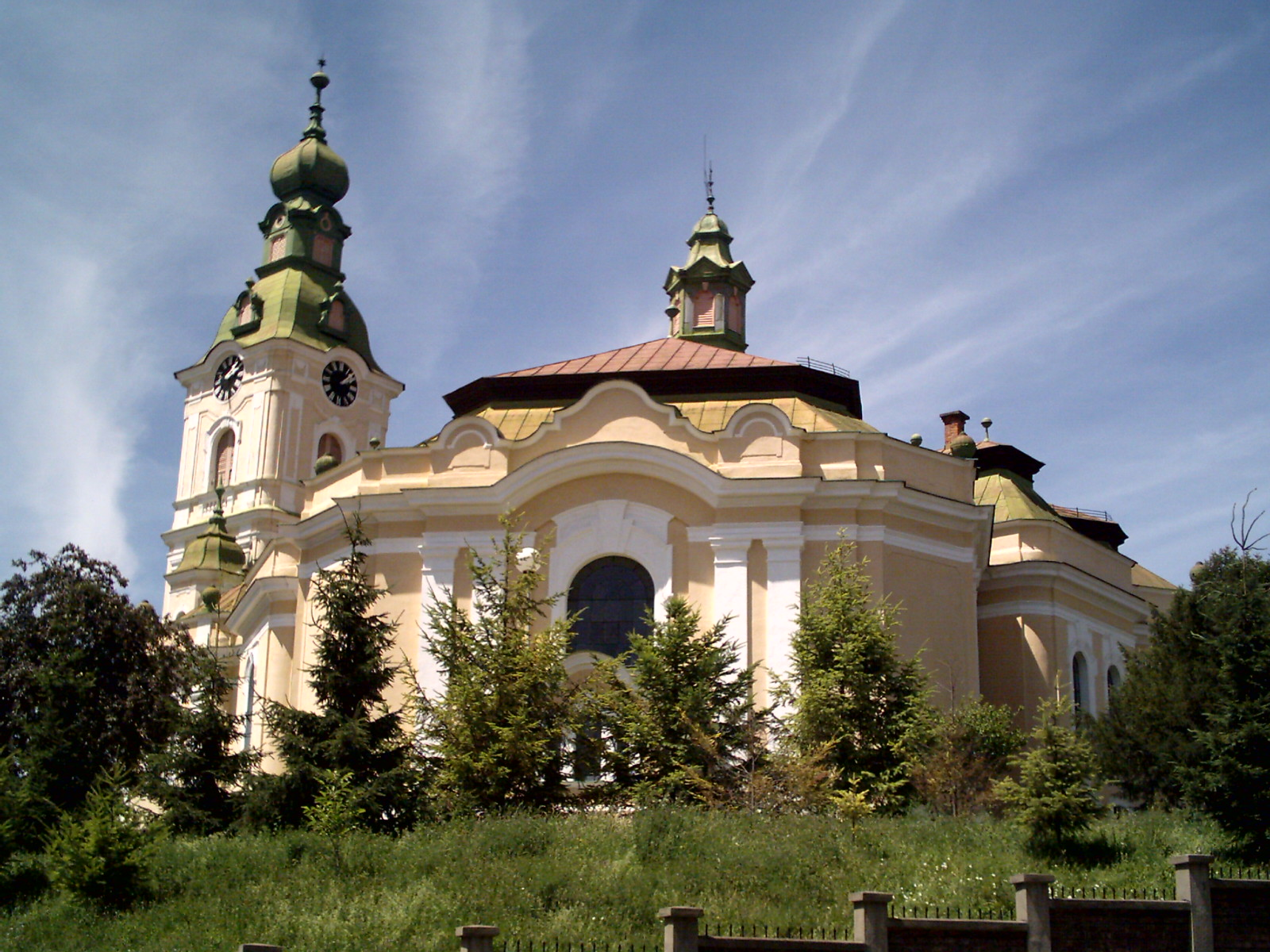
Reformovaný kostel v Zalău

Reformovaná církev v Rumunsku (rumunsky Biserica Reformată din România, maďarsky Romániai Református Egyház) je kalvínská církev v Rumunsku. Hlásí se k ní asi 3,15 % obyvatelstva Rumunska; je charakteristická tím, že 95 % jejích členů je maďarské národnosti a její farnosti se nacházejí většinou v Sedmihradsku.